# باس استیشن (ایندیانا)
باس استیشن (به انگلیسی: Bass Station) یک منطقهٔ مسکونی در ایالات متحده آمریکا است که در شهرستان استارک، ایندیانا واقع شده‌است. باس استیشن ۲۱۸ متر بالاتر از سطح دریا واقع شده‌است.